# XLVIII Festival del Huaso de Olmué
El XLVIII Festival del Huaso de Olmué se realizó los días 19, 20, 21 y 22 de enero de 2017 en el Parque El Patagual, ubicado en Olmué, Chile.
Será transmitido por última vez por Televisión Nacional de Chile (TVN) y por su señal internacional TV Chile, ya que el contrato con la emisora se terminaba ese año, pero sin embargo la emisora estatal renovó el contrato con la Municipalidad de Olmué hasta el año 2020. Con respecto a las ediciones anteriores de este festival, se agregó una noche más al certamen, pasando de ser tres a un total de cuatro jornadas.

## Desarrollo

### Día 1 (jueves 19)
- Pedro Fernández
- Alison Mandel (humor)
- María Esther Zamora

### Día 2 (viernes 20)
- Pedro Ruminot (humor)
- Los Ángeles Negros
- Radagast (humor)
- Luis Lambis

### Día 3 (sábado 21)
- Bombo Fica (humor)
- Nicole

Cantantes del Soundtrack de El Camionero
- La Otra Fe
- Carolina Soto
- David Versalles
- Chumbekes
- Marysol Muguerza
- Jeloz
- Consuelo Schuster

### Día 4 (domingo 22)
- Myriam Hernández
- Payahop (humor)
- Andrés de León
- Villa Cariño

## Competencia
| Título                             | Intérprete(s)                           | Autor(a)               | Lugar         |
| ---------------------------------- | --------------------------------------- | ---------------------- | ------------- |
| "Tras la huella del tiempo"        | Yayo Castro y Los Surcadores del Viento | Eduardo Yayo Castro    | Ganador       |
| "Guitarra transpuesta en mí"       | Gabriel Betancur                        | Gabriel Betancur       | 2.° Lugar     |
| "Toma mi mano"                     | Los Cuatro de Chile                     | Sergio González        | 3.° Lugar     |
| "Donde el diablo perdió el poncho" | Familia Bombo Trío                      | Pablo Vega Catrileo    | Descalificado |
| "Mujer Campesina"                  | Los gotas de ácido                      | José Sepúlveda Beltrán | Eliminado     |
| "La Santiguadora"                  | Las Primas                              | Leslie Becerra Reyes   | Eliminado     |
| "Septiembre 2011"                  | Claudio González                        | Claudio González       | Eliminado     |
| "A mis Pueblos Hermanos"           | Los Tricolor                            | Sebastián Vega         | Eliminado     |

### Jurados
- Elizabeth Minotta
- Jorge Arecheta
- Andrés de León
- Ana Josefa Silva
- Juan Hernández

## Audiencia
Noche más vista.
     Noche menos vista.
| Noche | Día     | Fecha               | Horario       | Índice de audiencia | Puesto diario |
| ----- | ------- | ------------------- | ------------- | ------------------- | ------------- |
| 1     | Jueves  | 19 de enero de 2023 | 21:59 - 01:58 | 16,7                | Tercero       |
| 2     | Viernes | 20 de enero de 2023 | 21:59 - 02:42 | 13,9                | Tercero       |
| 3     | Sábado  | 21 de enero de 2023 | 21:59 - 02:39 | 18,0                | Primero       |
| 4     | Domingo | 22 de enero de 2023 | 21:58 - 03:02 | 12,9                | Séptimo       |